# Västra Vingåker och Österåkers pastorat
Västra Vingåker och Österåkers pastorat är ett pastorat i Oppunda och Villåttinge kontrakt i Strängnäs stift i Vingåkers kommun i Södermanlands län. 
Pastoratet bildades 1983 och består av:
- Västra Vingåkers församling
- Österåkers församling

Pastoratskod är 040305.